# Wilhelm von Bismarck-Schönhausen
Wilhelm (Bill) Otto Albrecht Graf von Bismarck-Schönhausen (Frankfurt am Main, 1 augustus 1852 - Varzin, 30 mei 1901) was een Duits staatsman. Hij was de tweede zoon van Otto von Bismarck en dus de jongere broer van Herbert von Bismarck.
Na een rechtenstudie werd hij jurist. Hij nam in 1870 deel aan de Frans-Duitse Oorlog en werd in 1871 ordonnansofficier van generaal Edwin von Manteuffel. In 1873 werd hij jurist bij de rechterlijke macht (aanvankelijk als Gerichtsrefendar, sinds 1878 als Gerichtsassessor). Van 1878 tot 1881 was hij namens de Freikonservative Partei lid van de Rijksdag. Hij werd in 1879 medewerker van Manteuffel, die sinds dat jaar rijksstadhouder van Elzas-Lotharingen was. In 1882 werd hij keizerlijk regeringsraad, geheim regeringsraad en rapporteur en lid van het Pruisische Huis van Afgevaardigden. Hij kreeg in 1884 een pro-Deofunctie bij de kantonrechtbank van Potsdam en werd in 1885 landraad in Hanau. Van 1889 tot 1895 was hij commissaris (Regierungspräsident) van de provincie Hannover en van 1895 tot 1901 eerste president (Oberpräsident) van de provincie Oost-Pruisen. Hij stierf in 1901 op 48-jarige leeftijd op zijn riddergoed Varzin.

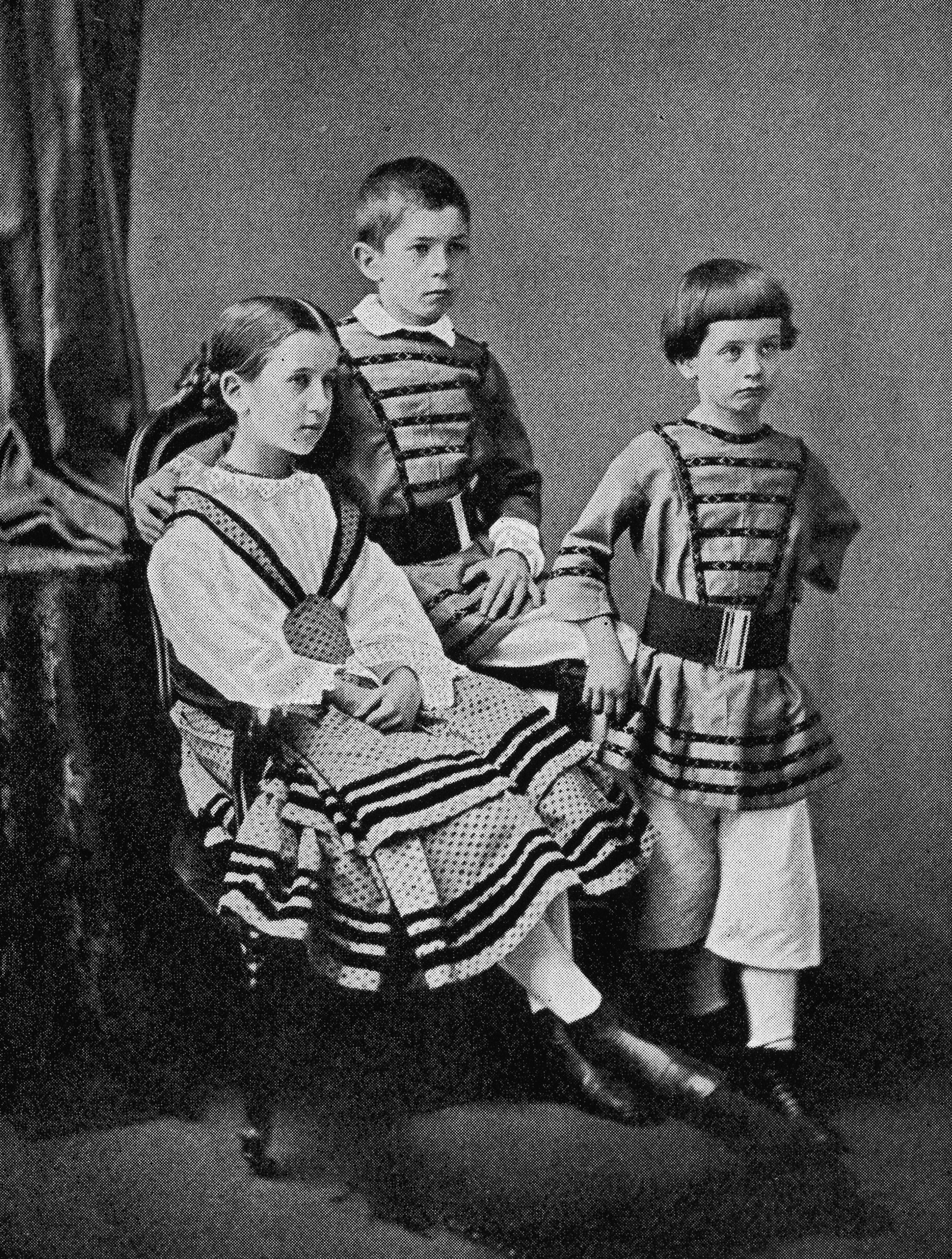
Marie, Herbert en Wilhelm von Bismarck ca. 1855

- Gemeinsame Normdatei: 116195649
- International Standard Name Identifier: 0000 0000 2054 7629
- Nationale Bibliotheek van Polen: a0000001211839
- Virtual International Authority File: 17967715
- WorldCat: E39PBJpPyx6GC3tyQ7Ybr7GGpP